# 舞鶴引揚記念館
舞鶴引揚記念館（まいづるひきあげきねんかん、英語：Maizuru Repatriation Memorial Museum）は、京都府舞鶴市にある博物館相当施設である。

## 概要
舞鶴港は、戦中は旧海軍の軍事的拠点として使用されていたが、戦後は大陸に進駐していた軍人軍属や一般人の日本本土への引揚、および日本に在留していた中国・朝鮮人の送還のための指定港のひとつとなった。さらに、日ソ中立条約を一方的に破棄し侵攻したソ連軍の捕虜となり、シベリアに抑留されていた旧軍人も、舞鶴へと帰還した。他港が早々に引揚港から除かれたため、これら引揚者のほとんどが、舞鶴港を入港先・帰還港とした。これに伴い、日本各地から夫や親族の帰還を待ち望む多くの人々が、舞鶴港へと出迎えに訪れた。
1988年（昭和63年）、多くの関係者の努力により、引揚に関わる一連の資料を展示する日本唯一の施設として設立されたのが、この舞鶴引揚記念館である。引揚者用の桟橋が設置されていた平地区を見下ろす丘に引揚記念公園が開設され、その一角に記念館が建設された。

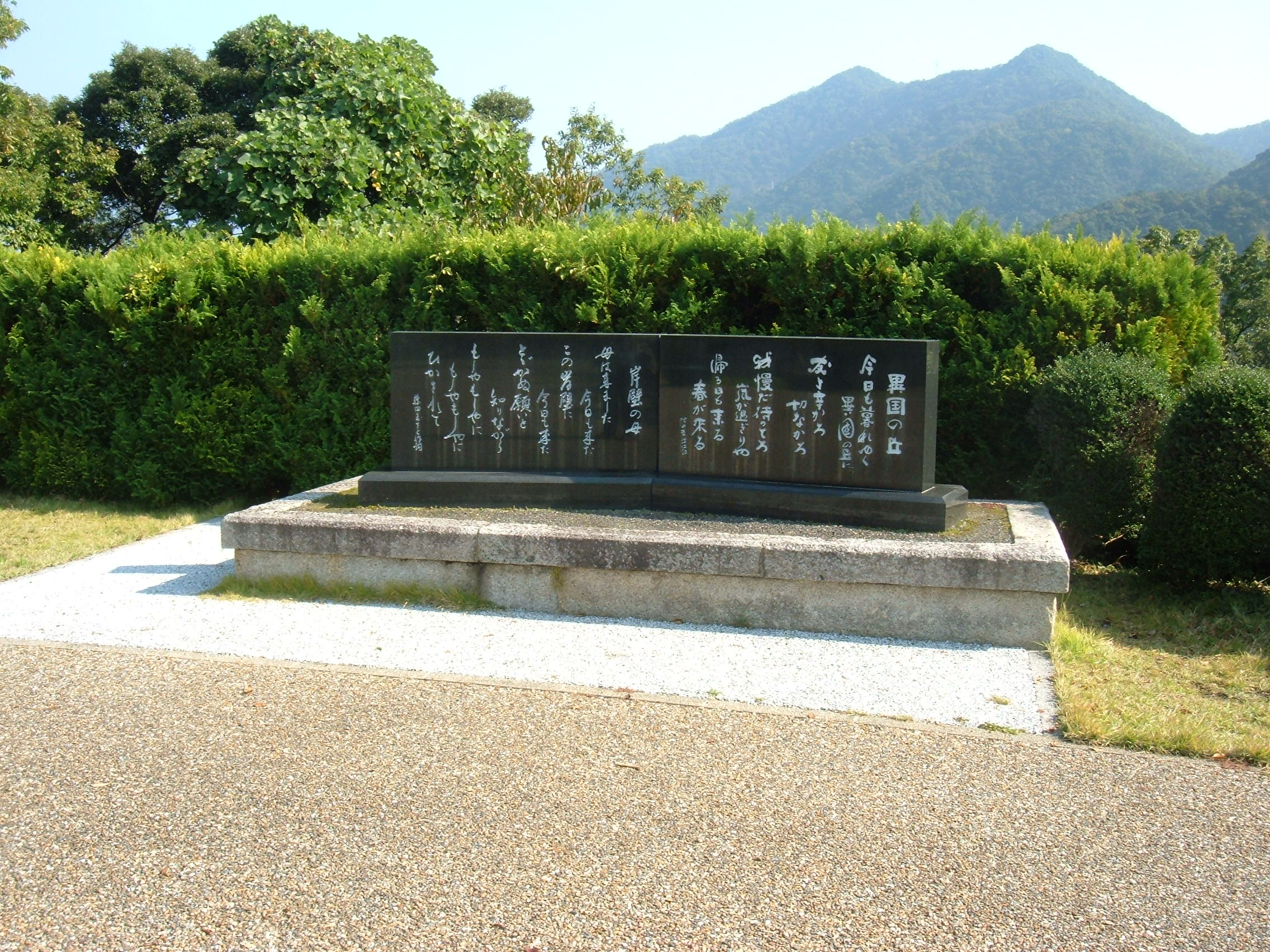
引揚記念公園、「異国の丘」「岸壁の母」詩碑

2005年（平成17年）は、海外引揚60周年に当たる年であったことから、海外引揚第1船の入港した11月7日とその前後の日に記念行事が同市内各所で開催された。
記念館の収蔵品のうち570点が、『舞鶴への生還 1945－1956シベリア抑留等日本人の本国への引き揚げの記録』として、ユネスコ記憶遺産の2015年登録となった。なお、収蔵品寄贈者の木内信夫、安田清一は、ユネスコ記憶遺産としては日本初の生存作家となった。

## 利用情報
- 所在地 : 舞鶴市字平1584番地
- 開館時間 : 9時から17時（最終入館は16時30分まで）
- 休館日：毎月第3木曜日(8月と祝日を除く)、年末年始(12月29日〜1月3日）
- 料金 : 一般300円（団体200円）、小学-大学生150円（団体100円、舞鶴市内在住か在学の学生は無料）　※団体割引は20名以上。
  - 障害者割引 : 5割引
  - 京都交通の企画乗車券「舞鶴かまぼこ手形」を提示すると無料[2]。
  - 赤れんが博物館との共通券は、一般400円、学生200円。
- 駐車場 : 普通車60台可　無料。大型バス10台可　無料。

## アクセス

### 鉄道・バス
- JR東舞鶴駅より、京都交通の路線バス三浜線もしくは田井・野原線で約15分、「引揚記念館前」バス停下車。

### 車
- 舞鶴若狭自動車道・舞鶴東ICより、京都府道28号小倉西舞鶴線、（京都府道51号舞鶴和知線）、国道27号を経て京都府道・福井県道21号舞鶴野原港高浜線を大浦半島方面へ約20分。

## 周辺の関連施設等
- 平桟橋
- 舞鶴クレインブリッジ
- 舞鶴親海公園
- 舞鶴ふるるファーム
- 舞鶴自然文化園
- 赤れんが博物館
- 舞鶴市政記念館（12棟の煉瓦倉庫群）
  - 舞鶴赤レンガ倉庫群
- 赤れんがフェスタ（10月）